# Torsten Fridh

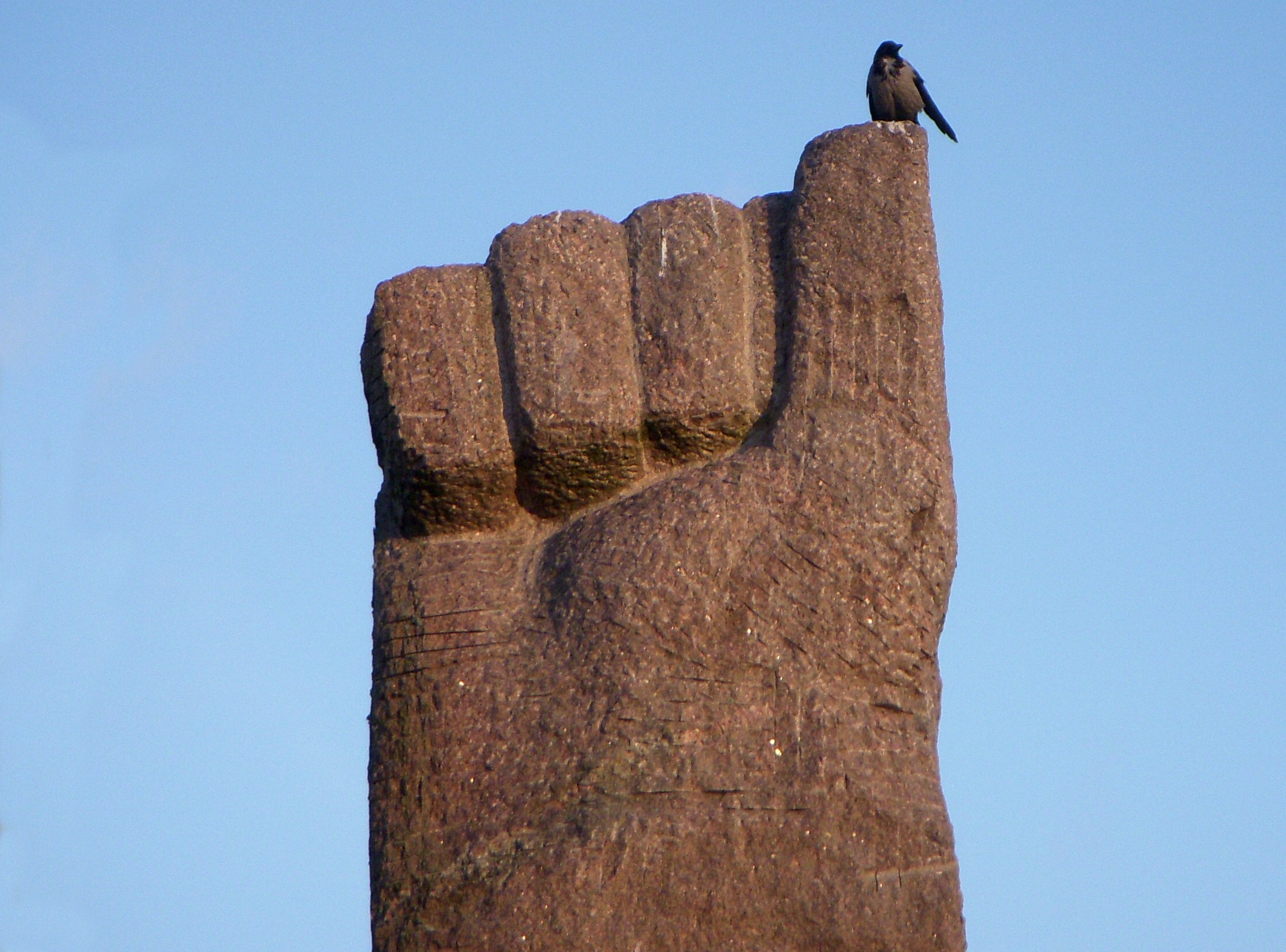
Protest, Gärdet i Stockholm

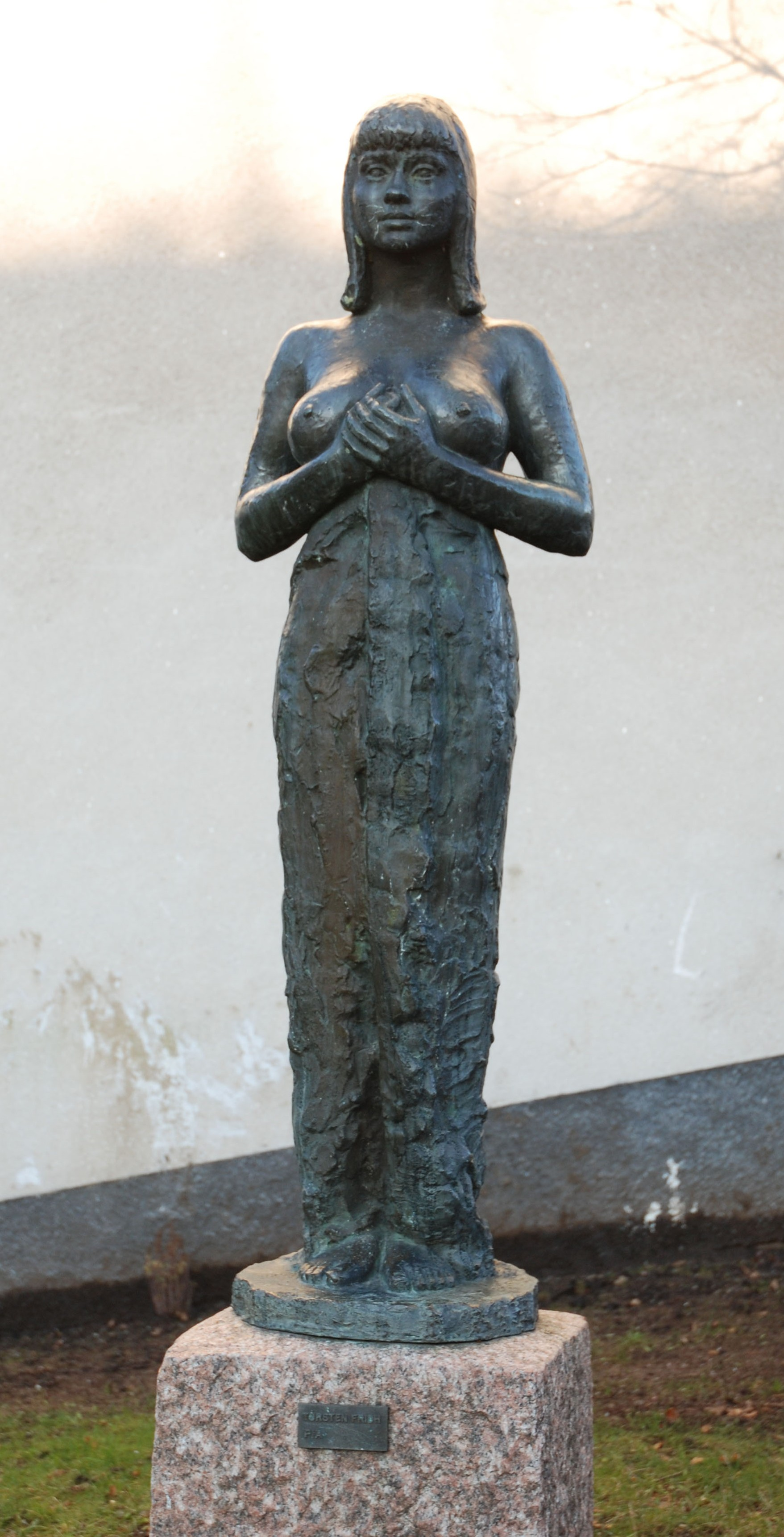
Pia, Bredäng i Stockholm

Per Torsten Fridh, född 6 december 1914 i Undersåker, död 13 februari 2014 i Stockholm, var en svensk skulptör.
Torsten Fridh växte upp i Östersund. Han "arbetade företrädesvis med offentlig konst. Han arbetade i skilda material såsom sten, brons, järn, trä och lera. Han var också tecknare och akvarellist.
Tidigt i karriären gjorde han flera porträttskulpturer. "Han avbildade ofta barn, lekande, dansande eller fundersamma." "Men det är kanske främst som kvinnoskildrare Torsten har gjort sina bästa skulpturer, vare sig det handlar om lera, trä eller sten." Närstående personer, hustrun eller dottern, och familjens hund stod ofta modell. Under senare år anlitades textilkonstnären Åsa Bengtsson ofta som modell, exempelvis i Premiär i Gävle, där tillsammans med den lilla dottern Anna. Torsten Fridh utförde ett hundratal offentliga uppdrag och ett antal mindre skulpturer, teckningar, akvareller och medaljer..
Torsten Fridh studerade vid Kungliga Konstakademien i Stockholm 1945–50 för Eric Grate. Redan under studietiden anlitades han av äldre kollegor, såsom Edvin Öhrström och Gustav Nordahl. Han fick Ester Lindahls resestipendium 1954 och 1955 samt statens arbetsstipendium 1962 och 1963. Torsten Fridh bodde större delen av sitt liv i Stockholm.
Torsten Fridh var initiativtagare till Konstnärernas Kollektivverkstad i Aseas tidigare fabriksbyggnad på Rosenlundsgatan 29 i Stockholm 1969. Han var dess första ordförande liksom Skulptörförbundets, som han också var med om att grunda 1975.
Ett monument över arbetarrörelsens förstamaj-demonstrationerna är granitskulpturen Protest, som restes 1986 på Gärdet i Stockholm. Monumentet består av tre höga stenblock i röd, grovhuggen granit där det mellersta är utformat som en rest knytnäve, symbolen för strid och för kampen om ett rättvist samhälle.

## Offentliga verk i urval
- Planterande pojke, omkring 1950, "Stjärnhusen" i Rosta-området i Örebro
- Liten dansös, brons, 1957, Kungsgatan/Eneströmsgatan i Karlstad
- Pia, ek, omkring 1965, också i brons, Bredäng i Stockholm
- Rälsbärarna, brons och granit, 1965, järnvägsstationen i  Kiruna
- Portar, stål, 1967, Östasiatiska museet i Stockholm
- Inkaprinsessan, diabas, 1967, Nydalatorget i Malmö
- Flickan med armbandet, brons, 1967, Industrigatan/Strandvägen i Lomma
- Sittande kvinna, sten, 1971, innegård till Länsstyrelsens kontorshus, Hantverkargatan 29 i Stockholm, från 2019 på Kanaltorget i Duvbo i Sundbyberg
- Premiär, brons, 1986, vid Gavleån, Gävle
- Protest, granit, 1986, Hakberget, Valhallavägen i Stockholm
- Vakthunden, brons, 1989, gågatan i Gislaved
- Höken och duvan, brons, Stureplan i Stockholm
- Boxer, brons, 1997, Gustav Adolfsparken i Stockholm
- Nora, brons, 1997, Stadsparken i Sollefteå
- Sittande dam, Thomsons väg, Rosengård, Malmö
- Stenskulpturer på fyra gårdar i Hallunda och Norsborg i Botkyrka kommun (Lokes väg, Balders väg, Brages väg och Iduns väg)
- Vildhussen, brons, Hammarstrand
- Robot, hoburgsmarmor, Hallunda i Botkyrka kommun
- Vågrörelse, granit, Stureplan i Stockholm

## Fotogalleri

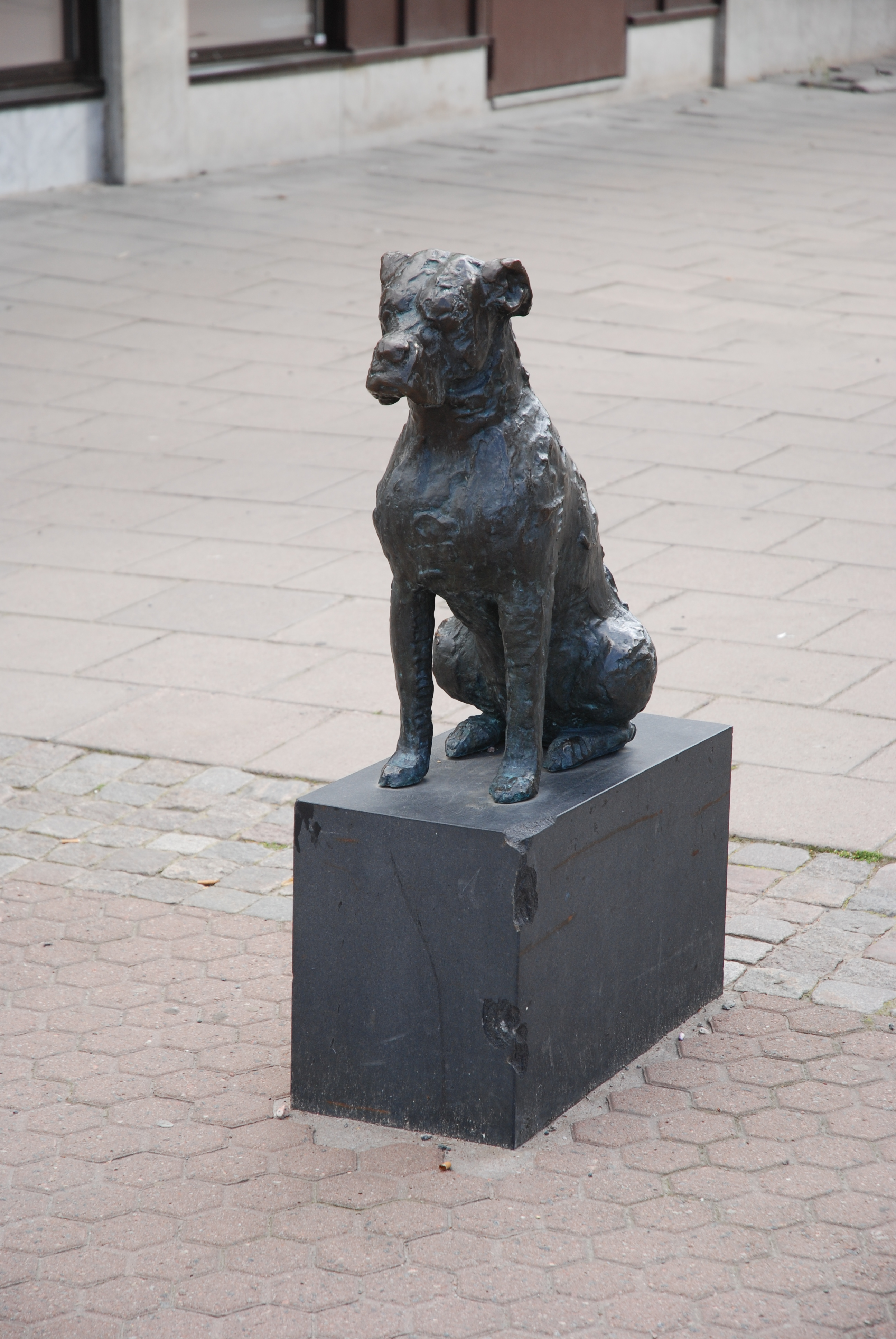
Vakthunden i Gislaved
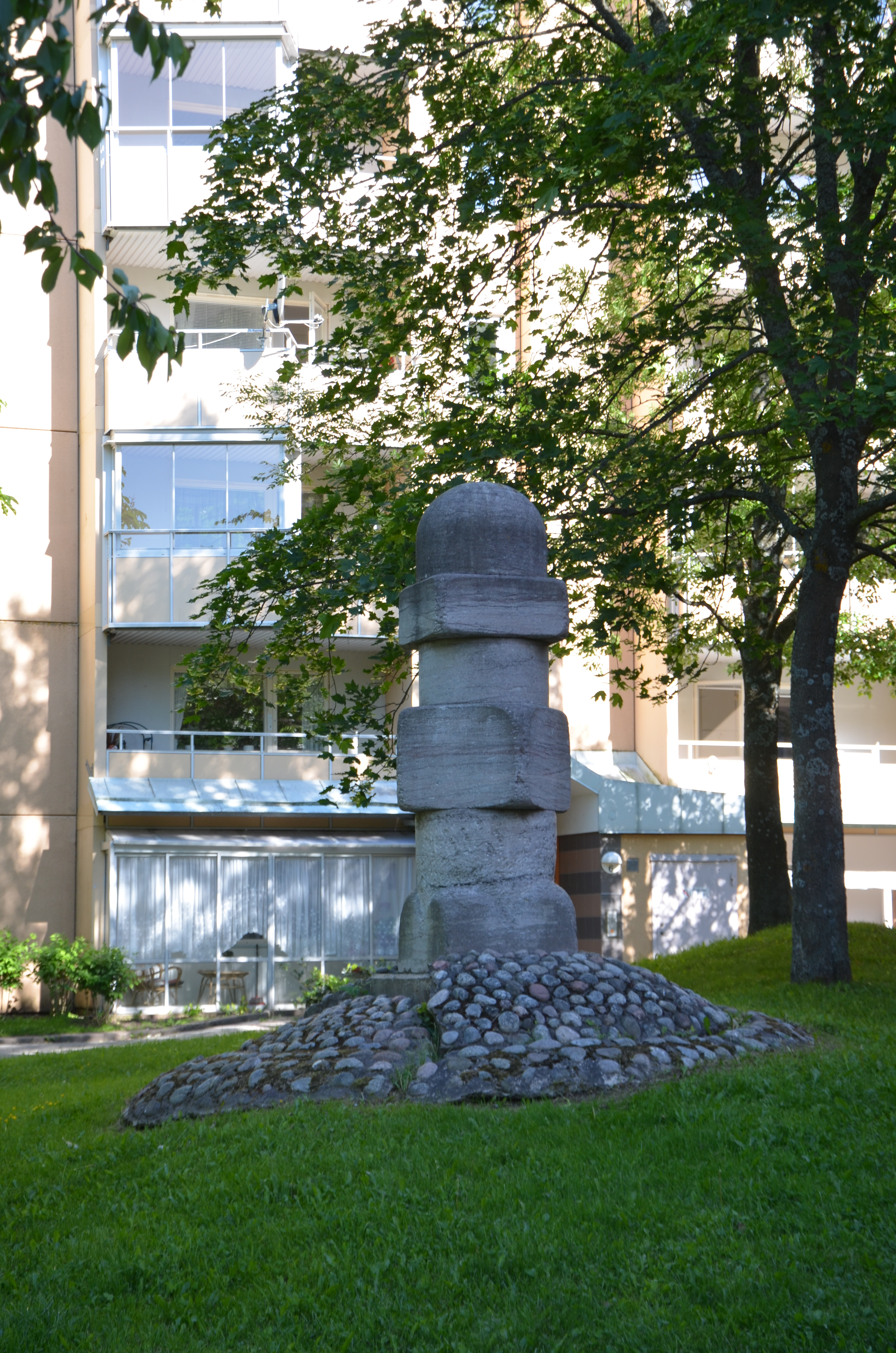
Stenskulptur i Norsborg
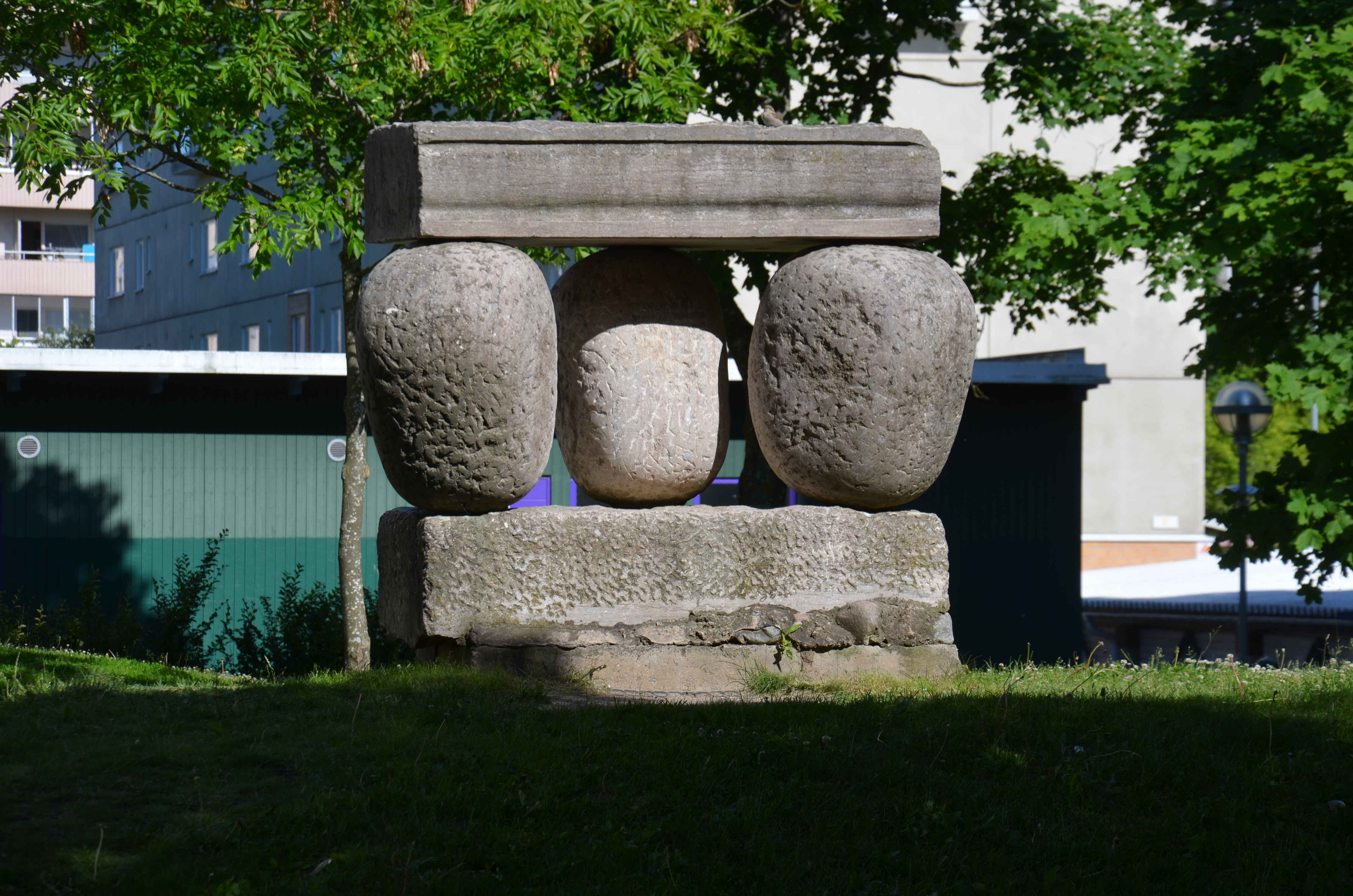
Stenskulptur i Norsborg, Lokes väg
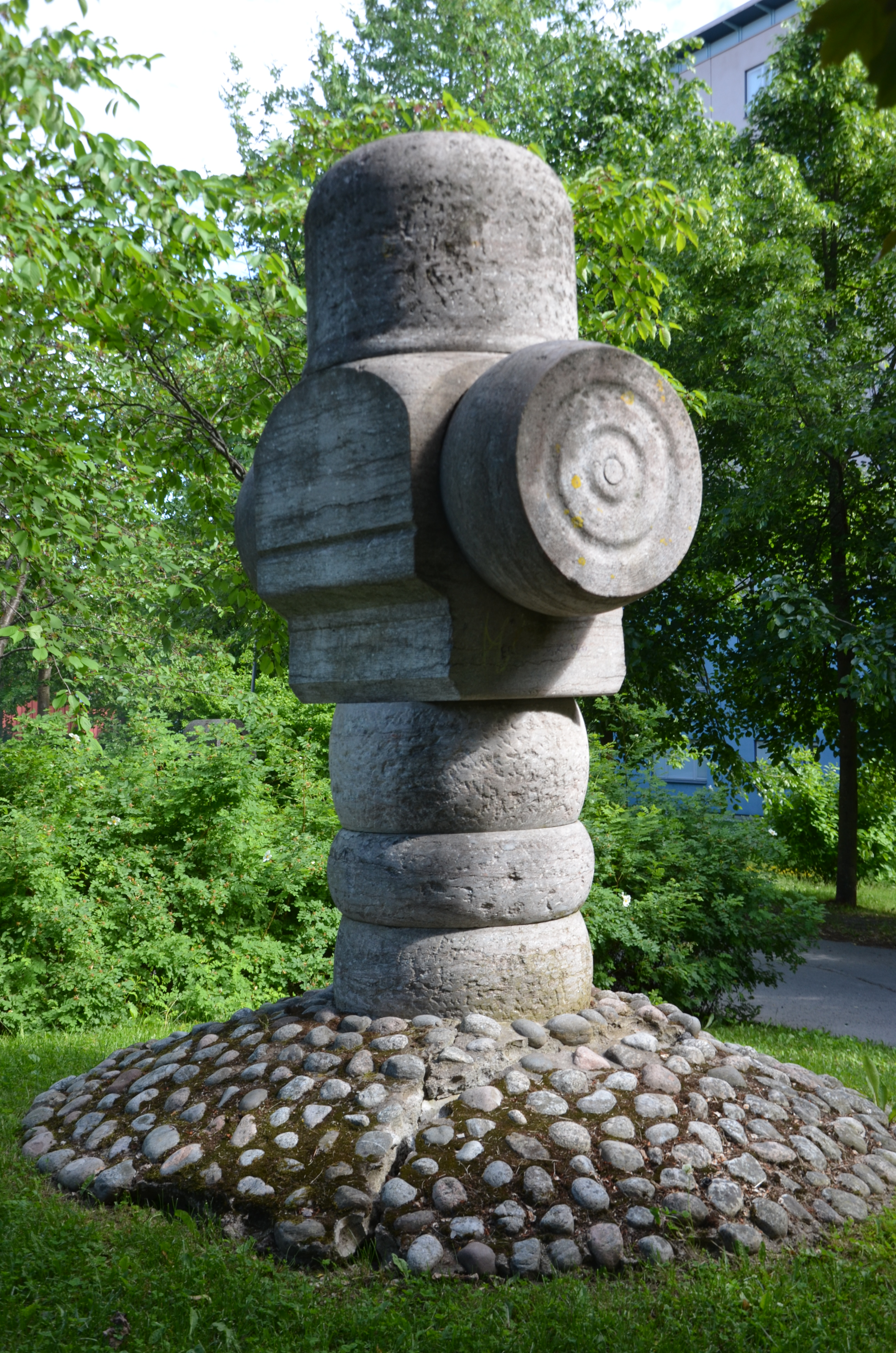
Stenskulptur i Norsborg, Brages väg 6
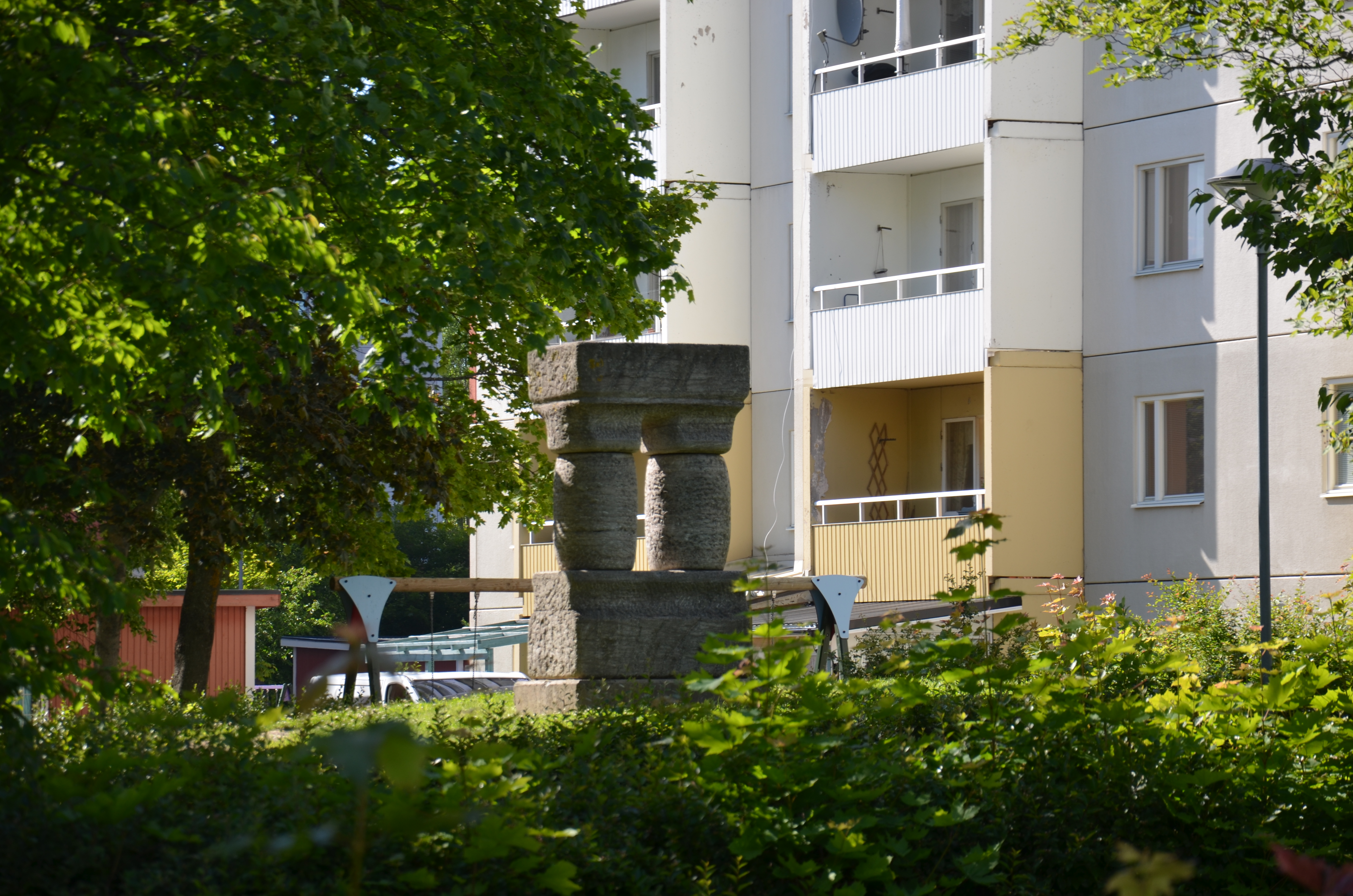
Stenskulptur i Norsborg, Iduns väg mellan nr 5 och 9
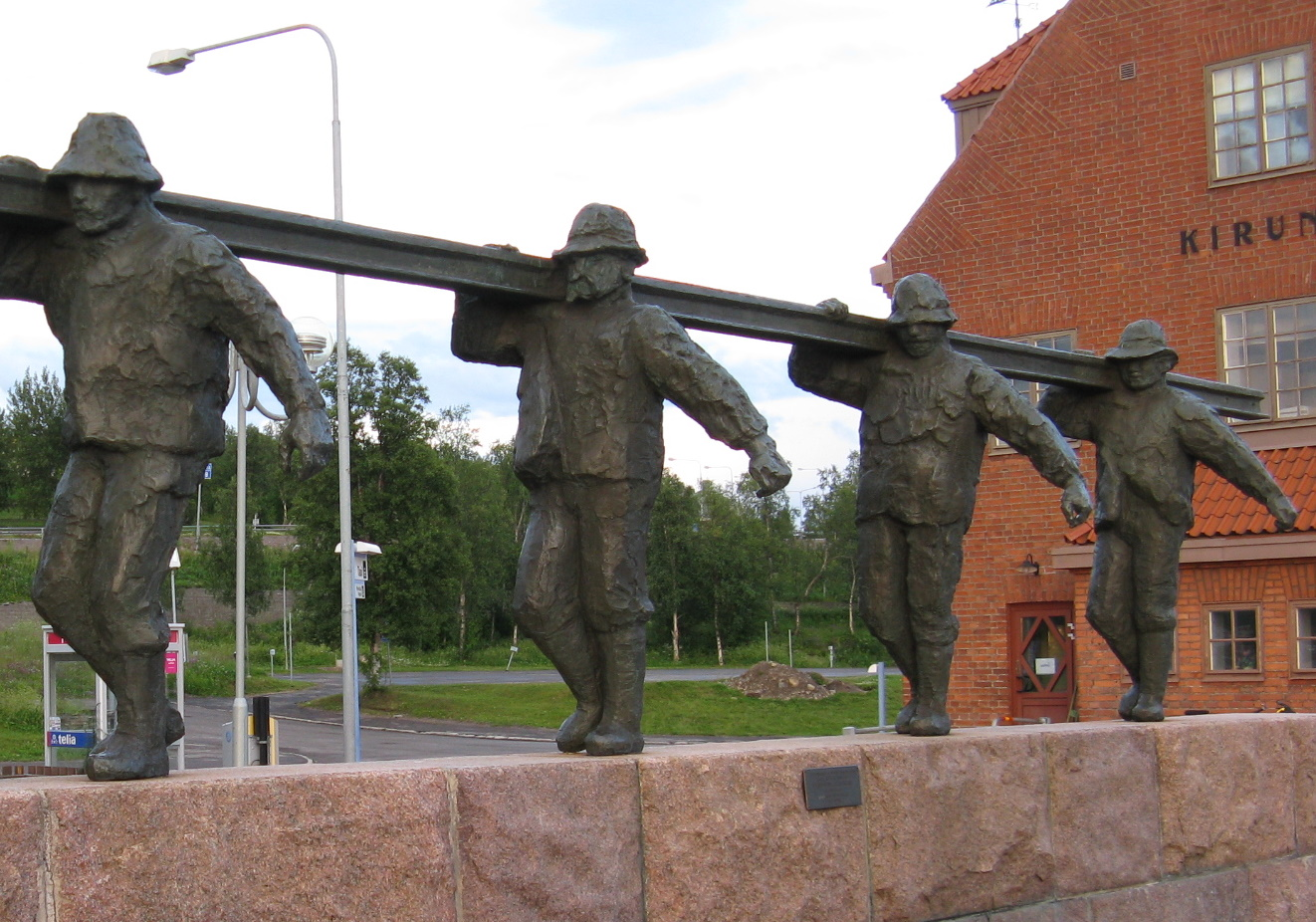
Rälsbärarna i Kiruna